# Parijs-Tours 1998
De 92ste editie van Parijs-Tours werd verreden op zondag 4 oktober 1998. De wedstrijd startte in Saint-Arnoult-en-Yvelines en eindigde in Tours, en maakte deel uit van de strijd om de wereldbeker. De afstand bedroeg 254,5 kilometer. Aan de start verschenen 179 renners, van wie 145 de finish bereikten. Jacky Durand won de race, de eerste Franse eindoverwinnaar in 42 jaar. Hij trad daarmee in de voetsporen van zijn landgenoot Albert Bouvet, die in 1956 de laatste Franse winnaar van de wielerklassieker geweest.

## Uitslag
| Parijs-Tours 1998 (254,5 km) |                      |                           |          |
| Plaats                       | Naam                 | Ploeg                     | Tijd     |
| Winnaar                      | Jacky Durand         | Casino                    | 5u45'14" |
| 2                            | Mirko Gualdi         | Team Polti                | + 2"     |
| 3                            | Jaan Kirsipuu        | Casino                    | + 31"    |
| 4                            | Stefano Zanini       | Mapei-Bricobi             | z.t.     |
| 5                            | Nicola Minali        | Riso Scotti-MG Maglificio | z.t.     |
| 6                            | Max van Heeswijk     | Rabobank                  | z.t.     |
| 7                            | Alessandro Bertolini | Cofidis                   | z.t.     |
| 8                            | Jo Planckaert        | Lotto-Mobistar            | z.t.     |
| 9                            | André Korff          | Festina                   | z.t.     |
| 10                           | Jean-Patrick Nazon   | La Française des Jeux     | + 32"    |

1896 · 
1897-1900 · 
1901 · 
1902-1905 · 
1906 · 
1907 · 
1908 · 
1909 · 
1910 · 
1911 · 
1912 · 
1913 · 
1914 · 
1915-1916 · 
1917 · 
1918 · 
1919 · 
1920 · 
1921 · 
1922 · 
1923 · 
1924 · 
1925 · 
1926 · 
1927 · 
1928 · 
1929 · 
1930 · 
1931 · 
1932 · 
1933 · 
1934 · 
1935 · 
1936 · 
1937 · 
1938 · 
1939 · 
1940 · 
1941 · 
1942 · 
1943 · 
1944 · 
1945 · 
1946 · 
1947 · 
1948 · 
1949 · 
1950 · 
1951 · 
1952 · 
1953 · 
1954 · 
1955 · 
1956 · 
1957 · 
1958 · 
1959 · 
1960 · 
1961 · 
1962 · 
1963 · 
1964 · 
1965 · 
1966 · 
1967 · 
1968 · 
1969 · 
1970 · 
1971 · 
1972 · 
1973 · 
1974 · 
1975 · 
1976 · 
1977 · 
1978 · 
1979 · 
1980 · 
1981 · 
1982 · 
1983 · 
1984 · 
1985 · 
1986 · 
1987 · 
1988 · 
1989 · 
1990 · 
1991 · 
1992 · 
1993 · 
1994 · 
1995 · 
1996 · 
1997 · 
1998 · 
1999 · 
2000 · 
2001 · 
2002 · 
2003 · 
2004 · 
2005 · 
2006 · 
2007 · 
2008 · 
2009 · 
2010 · 
2011 · 
2012 · 
2013 · 
2014 · 
2015 · 
2016 · 
2017 · 
2018 · 
2019 ·
2020 ·
2021 ·
2022 ·
2023 ·
2024 ·